# Mar Mari Emmanuel
Mar Mari Emmanuel, né Robert Shlimon en 1970 à Haditha (Irak), est un religieux chrétien, évêque de l'Église du Christ Bon Pasteur à Wakeley, en Nouvelle-Galles du Sud, en Australie. En 2011, il est ordonné évêque au sein de l'Ancienne Église de l'Orient, mais en 2015, il fonde une église indépendante dans la tradition syriaque orientale,.
Au cours de la pandémie de Covid-19, il se distingue par sa farouche opposition à la politique sanitaire du pays. Le 15 avril 2024, il est agressé au couteau dans son église et survit à l'attaque. 

## Biographie

### Jeunesse
Robert Shlimon naît en 1970 à Haditha, Bagdad, en Irak, dans une famille chrétienne. Il s'installe à Sydney, en Australie, au début des années 1980. Il travaille d'abord comme directeur de banque dans les années 1990, avant de devenir diacre à la fin des années 1990, puis d'être ordonné prêtre en 2009.

## Mandat d'évêque
En août 2011, Mar Yacoub Daniel et Mar Zaia Khoshaba consacrent Mar Mari Emmanuel comme évêque suffragant de l'archidiocèse d'Australie et de Nouvelle-Zélande, celui-ci assistant le métropolite d'Australie et de Nouvelle-Zélande. Anciennement connu sous le nom de révérend Emmanuel Shlimon, il adopte le nom épiscopal de « Mari Emmanuel » (d'après Saint Mari) au moment de devenir évêque.

### Suspension
En juillet 2013, lors d'une visite en Australie, Mar Addai II accorde la confirmation patriarcale à Mari Emmanuel. Mais à l’époque, il lui ordonne d’apporter des changements dans différents domaines, tels que la conduite liturgique, théologique et sociale de l’évêque. Le délai du patriarche expire et Addai II suspend Mari Emmanuel en juillet 2014, pour avoir désobéi aux canons promulgués par le premier concile de Nicée en 325 apr. J.-C. . La suspension est brièvement levée en décembre 2014 lorsque l'évêque déclare son acceptation des décrets patriarcaux, mais renouvelée lorsqu'il exprime une seconde fois son désaccord.

### Indépendance
En janvier 2015, Mari Emmanuel fonde une église indépendante à Wakeley, actuellement connue sous le nom d'Église du Christ Bon Pasteur. Le Saint-Synode de l'Église discute de son cas lors d'une réunion en 2015 et, en 2016, il est à nouveau reçu en communion par le métropolite Toma Gewargis, qui rend également visite à l'Église plus tard cette année-là. En mars 2023, Mar Mari Emmanuel ne figure plus parmi le clergé de l'archidiocèse de l'Église assyrienne d'Australie, de Nouvelle-Zélande et du Liban.

### Reconnaissance
L'évêque a depuis gagné en popularité grâce aux réseaux sociaux, tels que la chaîne YouTube de l'Église du Christ Bon Pasteur, et TikTok, ce qui lui vaut le surnom d'« évêque de TikTok ». Il apparaît sur des podcasts YouTube tels que PBD Podcast et Valuetainment avec Patrick Bet-David et Vincent Oshana. Les vidéos sont vues plus d'un million de fois. Un autre podcast de ce type est intitulé « Satan a englouti les églises », l'évêque y exprime son opinion sur le fait que le pape François « devienne woke ».

## Controverses
Le 19 juillet 2021, au milieu de la pandémie de Covid-19 en Australie, et en particulier de la vague de variant Delta du SARS-CoV-2 et du confinement à Sydney, l'évêque prononce un sermon en ligne dans lequel il blâme la vaccination dans son ensemble et les confinements contre le COVID-19, affirmant que le coronavirus n'est « qu'un autre type de virus, ni plus, ni moins » et qualifiant la situation sanitaire de « plandémie ». Sa vidéo YouTube est visionnée par des centaines de milliers de personnes, dont beaucoup sont en accord avec l'évêque sur l'impact de la pandémie sur la santé mentale de la société et sur l'économie de l'ouest de Sydney.
Dans sa vidéo, il implore l'ancien Premier ministre australien Scott Morrison et la Première ministre de Nouvelle-Galles du Sud Gladys Berejiklian de faire davantage et d'aider ceux qui sont confrontés à des difficultés financières et émotionnelles, en plus de dire : « Avons-nous vraiment perdu la raison ? ». Le gouvernement australien dément les informations contenues dans la vidéo et l'ancien ministre de la Santé de Nouvelle-Galles du Sud, Brad Hazzard, répond : « Les anti-vaccins vivent évidemment dans un autre univers », affirmant à quel point le virus est grave et mortel,.

## Attaque subie dans son église le15 avril 2024
Le 15 avril 2024, deux jours après une attaque meurtrière dans un centre commercial de Sydney, Mar Mari Emmanuel est frappé au couteau à plusieurs reprises lors de son sermon diffusé en direct dans l'église de Wakeley. L'agresseur est un adolescent d'origine libanaise. Trois fidèles sont également blessés en tentant d'immobiliser l'agresseur. L'attaque est qualifiée de terroriste par les autorités australiennes.
Pris en charge et hospitalisé, Mar Mari Emmanuel survit à l'attaque. Selon l'Australian Associated Press, il affirme : « Je pardonne quiconque a commis cet acte, je lui dis « tu es mon fils, je t'aime et je prierai toujours pour toi », « et quels que soient ceux qui t'ont envoyé pour faire cela, je leur pardonne également » ».
Réagissant au début d'émeute à proximité de son église par ses partisans, il appelle au calme : « Je veux que vous agissez comme le Christ, le Seigneur Jésus ne nous a jamais enseigné à nous battre ».
Les émeutiers détruisent malgré tout plusieurs dizaines de véhicules de police et repoussent les policiers, provoquant plusieurs blessés au sein de la police et forçant les secours à se réfugier dans l'église.
L'évènement suscite une importante couverture médiatique à travers le monde,.

## Paroisses
- Cathédrale Saint Zaia – Middleton Grange, Nouvelle-Galles du Sud (ancienne).
- Église Christ The Good Shepherd – Wakeley, Nouvelle-Galles du Sud (actuelle).